# 구슬대전 배틀비드맨
구슬대전 배틀비드맨 (원제:B-레젠드! 배틀 비다맨(일본어: B-伝説! バトルビーダマン))은 2004년 만들어진 한국/일본 합작 애니메이션이다. 일반적인 합작 애니메이션답게 한국에서는 한국 애니메이션, 일본에서는 일본 애니메이션이라고 알려져 있다. 일본의 만화가 이누키 에이지의 만화를 애니메이션화한 작품이다. 후속작으로 천하통일 파이어비드맨가 있다.
만화에 나오는 구슬완구무기인 "비드맨"을 주식회사 손오공와 타카라에서 제조, 판매하였다.

## 만화 개요
- 쇼가쿠칸의 월간 코로코로 코믹 잡지에서 2002년 4월호부터 2005년 11월호까지 연재하였다.

## 애니메이션 개요
- 원작: 犬木栄治(이누키 에이지)
- KBS 2TV 수,목 저녁 6:00 ~ 6:30방송
- 형식: 2D 애니메이션 30분 52부작
- 저작권: 小学館(소학관)・タカラ(타카라)・ディーライツ(d-rights)・テレビ東京(TV도쿄)
- 애니메이션 제작: 초아락컨텐츠컴퍼니

## 캐릭터

### 주역
- 강토
- 그레이
- 산초
- 스카이
- 앗사드
- 클라우드
- 슬라이

### 조역
- 미애(강토 엄마)
- 알마다
- 리에나
- 네로
- 비드선인
- 아미고스캐츠

### 섀도우(악역)
- 비드대마왕
- 아바바
- 윤파 형제(웬&리)
- 염주
- 조슈아
- 카인
- 피어스(최종보스)

## 사용 비드맨
- 강토 : 코발트 블레이드(コバルトブレード) → 코발트 세이버(コバルトセイバー) (파워 타입)
- 그레이 : 크롬 재퍼(クロムゼファー) → 크롬 레반(クロムレヴァン) (연사 타입)
- 산초 : 헬리오 브레이커(ヘリオブレイカー) (파워 타입)
- 스카이 : 윙 쉐도우(翼影丸) → 윙 스워드(翼刃丸) (밸런스 타입)
- 윤파 형제(웬&리) : 슈퍼 드래곤(爆烈龍) → 슈퍼 드래곤킹(超龍王) (컨트롤X연사 타입)
- 염주 : 블러디 카이저(ブラッディカイザー) → 블레이징 카이저(ブレイジングカイザー) (파워 타입)
- 앗사드 : 아슬 레온(アクセルレオン) (연사 타입)
- 클라우드 : 피닉스(鳳凰丸) (파워 타입)
- 슬라이 : 실드 기가(シールドギガ) (컨트롤 타입)
- 조슈아 : 드래고게일(ドラゴゲイル) (밸런스 타입)
- 카인 : 나이트 캐블리(ナイトキャバリー) → 블랙 나이트(ブラックナイト) → 로드 캐블리(ロードキャバリー) (파워X연사 타입)
- 리에나 : 가넷 윈드(ガーネットウインド) (컨트롤 타입) (완구 미출시)
- 피어스 : 메가 디아브로스(メガディアブロス) (DHB 타입) (완구 미출시)

## 방송 회차
| 회차 | 부제 (서브 타이틀)                                          | 등장 비드맨               | 일본 방송일      | 한국 방송일      |
| ---- | ----------------------------------------------------------- | ------------------------- | ---------------- | ---------------- |
| 1화  | 코발트 블레이드의 등장! (コバルトブレードの 登場!)          | 코발트 블레이드 크롬 재퍼 | 2004년 1월 5일   | 2004년 8월 12일  |
| 2화  | 바람계곡의 대결 (疾風の谷の対決!)                           | 헬리오 브레이커           | 2004년 1월 12일  | 2004년 8월 26일  |
| 3화  | 배틀 크로우의 습격 (その名はシャドウ!!)                     |                           | 2004년 1월 19일  | 2004년 9월 2일   |
| 4화  | 성스러운 산의 함정 (聖なる山のわな!)                        | 슈퍼 드래곤               | 2004년 1월 26일  | 2004년 9월 9일   |
| 5화  | 우정은 깨지고 (ひきさかれた友情!)                           |                           | 2004년 2월 2일   | 2004년 9월 16일  |
| 6화  | 전설을 찾아서! (伝説を求めて!!)                             | 윙 쉐도우                 | 2004년 2월 9일   | 2004년 9월 23일  |
| 7화  | 10만발을 쏴라! (10万発の試練)                               |                           | 2004년 2월 16일  | 2004년 9월 30일  |
| 8화  | 비드배틀 위너즈 개막! (ウィナーズ・開幕!)                   |                           | 2004년 2월 23일  | 2004년 10월 7일  |
| 9화  | 돌아온 산초 (帰ってきたブル!)                               |                           | 2004년 3월 1일   | 2004년 10월 14일 |
| 10화 | 영혼을 불태워라! (魂こがして!)                              |                           | 2004년 3월 8일   | 2004년 10월 28일 |
| 11화 | 모래나라에서 온 형제 (砂の国から来た兄弟)                   |                           | 2004년 3월 15일  | 2004년 11월 4일  |
| 12화 | 사랑과 우정의 비드맨이여, 승리하라! (正義は我にあり)        | 블러디 카이저             | 2004년 3월 22일  | 2004년 11월 11일 |
| 13화 | 고양이 카페 (新キャットカフェへようこそ!)                   |                           | 2004년 3월 29일  | 2004년 11월 18일 |
| 14화 | 달려라 강토! (走れヤマト!男同士の約束!)                     |                           | 2004년 4월 5일   | 2004년 11월 25일 |
| 15화 | 상금을 노려라! (賞金をGETしろ!)                             | 아슬 레온                 | 2004년 4월 12일  | 2004년 12월 2일  |
| 16화 | 배고픈 전사들의 비애 (ハラペコの第二ステージ)               | 피닉스                    | 2004년 4월 19일  | 2004년 12월 9일  |
| 17화 | 고독의 전장 실드배틀 (孤独の戦場シールドステージ)           | 쉴드 기가                 | 2004년 4월 26일  | 2004년 12월 16일 |
| 18화 | 마음을 비우면 (空っぽの心)                                  | 드래고게일                | 2004년 5월 3일   | 2004년 12월 23일 |
| 19화 | 다섯번째 기사 카인 (五番目のカイン)                         | 나이트 캐블리             | 2004년 5월 10일  | 2004년 12월 30일 |
| 20화 | 최종결전! 슈퍼 5대 배틀전 (最終決戦!スーパー五大フィールド) |                           | 2004년 5월 17일  | 2005년 1월 6일   |
| 21화 | 우정이라는 이름의 함정 (友情を切り裂く黒い罠)               |                           | 2004년 5월 24일  | 2005년 1월 12일  |
| 22화 | 뛰어야 산다! (勝負はフルスピード!)                          |                           | 2004년 5월 31일  | 2005년 1월 13일  |
| 23화 | 얼음같은 소녀 (氷のようなアイツ)                            | 가넷 윈드                 | 2004년 6월 7일   | 2005년 1월 19일  |
| 24화 | 마음을 향해 쏴라! (心に届け!ブーストマグナム!!)             |                           | 2004년 6월 14일  | 2005년 1월 20일  |
| 25화 | 부서진 코발트 블레이드 (コバルトブレード散る!)              | 블랙 나이트               | 2004년 6월 21일  | 2005년 1월 26일  |
| 26화 | 코발트 세이버의 탄생! (コバルトセイバーの 誕生!)            | 코발트 세이버             | 2004년 6월 28일  | 2005년 1월 27일  |
| 27화 | 정상에 올라라! (勝ち抜け!驚異の高層バトル!)                 |                           | 2004년 7월 5일   | 2005년 2월 2일   |
| 28화 | 비정한 싸움 (非常なる戦い)                                  |                           | 2004년 7월 12일  | 2005년 2월 3일   |
| 29화 | 빼앗긴 제로2 시스템 (宿敵!ブレイジングカイザー登場!)        | 블레이징 카이저           | 2004년 7월 19일  | 2005년 2월 16일  |
| 30화 | 염주의 과거 (呪われた炎)                                    |                           | 2004년 7월 26일  | 2005년 2월 17일  |
| 31화 | 최후의 승자들 (最後の勝利者たち!)                           |                           | 2004년 8월 2일   | 2005년 2월 23일  |
| 32화 | 돌아온 카우툰 (帰ってきたで!カウトゥーン!)                  |                           | 2004년 8월 9일   | 2005년 2월 24일  |
| 33화 | 안녕! 헬리오 브레이커 (さらばヘリオブレイカー)              |                           | 2004년 8월 16일  | 2005년 3월 9일   |
| 34화 | 카우툰의 결투 (カウトゥーンの決闘)                          | 크롬 레반                 | 2004년 8월 23일  | 2005년 3월 10일  |
| 35화 | 다함께 비드파이어! (激闘!クロムレヴァン!)                   |                           | 2004년 8월 30일  | 2005년 3월 16일  |
| 36화 | 새로운 출발 (新たなる旅立ち)                                |                           | 2004년 9월 6일   | 2005년 3월 17일  |
| 37화 | 구슬전사 학원 (栄光のビーダー学園)                          |                           | 2004년 9월 13일  | 2005년 3월 23일  |
| 38화 | 위험한 요리배틀 (究極のお料理バトル!)                       | 슈퍼 드래곤킹             | 2004년 9월 20일  | 2005년 3월 24일  |
| 39화 | 공포의 구슬전사 훈련소 (恐怖のビーダー特訓場!)              |                           | 2004년 9월 27일  | 2005년 3월 30일  |
| 40화 | 덤벼라! 해적 구슬전사 (対決!海賊ビーダー)                   |                           | 2004년 10월 4일  | 2005년 3월 31일  |
| 41화 | 나틀란티스 섬의 배틀 (神の島の試練)                         |                           | 2004년 10월 11일 | 2005년 4월 6일   |
| 42화 | 돌아온 염주 (炎呪再び)                                      | 윙 스워드                 | 2004년 10월 18일 | 2005년 4월 7일   |
| 43화 | 배신자 리 (さらば兄弟)                                      |                           | 2004년 10월 25일 | 2005년 4월 13일  |
| 44화 | 네오 섀도우 총공격! (ネオシャドウ総攻撃!)                   | 메가 디아브로스           | 2004년 11월 1일  | 2005년 4월 14일  |
| 45화 | 버틀러의 선택 (バトラーの心)                                |                           | 2004년 11월 8일  | 2005년 4월 20일  |
| 46화 | 카인 속의 어둠 (託された友情!)                              | 로드 캐블리               | 2004년 11월 15일 | 2005년 4월 21일  |
| 47화 | 비드 대마왕의 비밀 (マーダビィの秘密!)                      |                           | 2004년 11월 22일 | 2005년 4월 28일  |
| 48화 | 네온 시티의 대결전 (大決戦!!ネオンシティ!!)                 |                           | 2004년 11월 29일 | 2005년 5월 4일   |
| 49화 | 되찾은 동생 (絆ゆえの戦い)                                  |                           | 2004년 12월 6일  | 2005년 5월 11일  |
| 50화 | 목숨을 건 용기 (命尽きるまで･･･)                            |                           | 2004년 12월 13일 | 2005년 5월 12일  |
| 51화 | 위험한 결단 (勇気ある決断)                                  |                           | 2004년 12월 20일 | 2005년 5월 18일  |
| 52화 | 새로운 전설의 시작 (新たなるB-伝説の 始り)                  |                           | 2004년 12월 27일 | 2005년 5월 19일  |

## 목소리 출연
- 다이와 야마토(강토)/타카기 레이코(정미숙)
- 츠바쿠라 츠바메(스카이)/카네다 토모코(배정미)
- 그레이 마이클 빈센트/다이 유우키(故 김일)
- 불 보그나인(산초)/마미야 구루미(김혜미)
- 염주/키시오 다이스케(구자형)
- 다이와 미에(강토 엄마)/다카노 나오코(이연승)
- 리에나 그레이스 빈센트/우에무라 다카코(오길경)
- 타키 테츠노스케(클라우드)/치바 스스무(故 김일)
- 웬 윤파/시게마쓰 토모(이용순)
- 리 윤파/이토 미야코(김지혜)

## 완구 제품

### 본체
- 비드맨제로
- 크롬재퍼
- 블루드래곤
- 블러디카이저
- 제로타입2
- 코발트블레이드
- 나이트캐블리
- 헬리오브레이커
- 피닉스
- 아슬레온
- 쉴드기가
- 슈퍼코발트블레이드
- 슈퍼크롬재퍼
- 드래고게일
- 블랙나이트
- 코발트세이버
- 블레이징카이저
- 비드맨제로2
- 크롬레반
- 블루드래곤킹
- 레드드래곤킹
- 윙스워드
- 로드캐블리

### 아머 & 부품
- DHB 베이직아머
- 프라트원아머
- 윙쉐도우아머
- 레드드래곤아머
- 제너럴아머
- 블랙아머
- 펫바틀
- 부스트아머
- 아머와이드서버
- 프라트2아머
- DHB 코어 블루아머
- DHB 코어 블랙아머
- 배틀매거진
- 세이버로더아머
- 세이버바렐아머

### 플레이세트
- 핀볼배틀세트
- 타겟배틀세트
- 슈퍼5게임필드
- 제로커스터마이즈세트
- 타겟버그
- 슈퍼5게임필드 애니메이션버전
- 제로커스터마이즈세트 2
- 슈퍼슈팅게임세트
- 디럭스커스터마이즈세트